# Jueconodon
Jueconodon is een geslacht van uitgestorven zoogdieren uit de Eutriconodonta. Dit dier leefde in het Vroeg-Krijt in oostelijk Azië. De typesoort is Jueconodon cheni.

## Fossiele vondsten
Jueconodon leefde tijdens het einde van het Barremien of het begin van het Aptien, circa 124 miljoen jaar geleden. Het holotype bestaat uit een fossiel van een vrijwel compleet skelet met gebit en is gevonden in de Yixian-formatie in Liaoning in de Volksrepubliek China.

## Kenmerken
Jueconodon had een gravende leefwijze. Het dier was 18 cm lang en Jueconodon had een kortere poten dan de andere triconodonten met sterke voorpoten, robuuste handen met klauwen en een korte staart. De wervelkolom was langer dan bij andere triconodonten met 28 wervels. 